# Rally RACE de España de 1972
El Rally RACE de España de 1972, oficialmente 20.º RACE Rally de España, fue la vigésimA edición, la vigésimo segunda ronda de la temporada 1972 del Campeonato de Europa, la decimoséptima de la temporada 1972 del Campeonato de España de Rally y la séptima del Campeonato de Francia de Rally. Se celebró del 27 al 29 de octubre.

## Clasificación final
| Pos. | Piloto                | Copiloto             | Automóvil                | Tiempo    | Diferencia |
| ---- | --------------------- | -------------------- | ------------------------ | --------- | ---------- |
| 1.   | Salvador Cañellas     | Daniel Ferrater      | SEAT 124-1600            | 2:43:35.8 | 0.0        |
| 2.   | Manuel Juncosa        | José María Mónaco    | SEAT 1430                | 2:46:53.5 | +3:17.7    |
| 3.   | José Pavón            | Ricardo Antolín      | Alpine-Renault A110 1600 | 2:47:14.2 | +3:38.4    |
| 4.   | «Roter Fogel»         | Jaime Ramón Guerrero | Porsche 914/6 GT         | 2:48:30.8 | +4:55.0    |
| 5.   | Marie-Claude Beaumont | Christine Giganot    | Opel Commodore GS        | 2:48:49.0 | +5:13.2    |
| 6.   | Lucas Sainz           | Juan Carlos Oñoro    | Renault 8 TS             | 2:50:54.6 | +7:18.8    |
| 7.   | Marianne Fourton      | Evelyne Vanoni       | Alpine-Renault A110 1600 | 2:52:28.6 | +8:52.8    |
| 8.   | Jean-Louis Clarr      | Pierre Thimonier     | BMW 2002 Ti              | 2:56:28.5 | +12:52.7   |
| 9.   | Luís Netto            | João Mendes Canas    | Fiat 125 S               | 2:57:07.8 | +13:32.0   |
| 10.  | Johan Wiklund         | Anders Wiklund       | BMW 2002                 | 2:58:44.2 | +15:08.4   |